# Székely Bertalan utca
Székely Bertalan utca est une rue de Budapest, située dans le quartier de Terézváros (6e arrondissement).